# アルプス物流
株式会社アルプス物流（アルプスぶつりゅう、英: ALPS LOGISTICS CO.,LTD.）は、神奈川県横浜市に本社を置くロジスティードグループの企業である。

## 概要
運送・保管・輸出入貨物取扱の三つの物流サービス事業と、包装資材販売・成形材料販売の二つの販売事業を事業活動の柱としている。なお、2020年3月期におけるアルプスアルパイングループより受託している物流関連業務の総売上高に占める割合は、33.6%となっている。2024年12月17日に東京証券取引所プライム市場上場廃止。（沿革を参照）

## 拠点

### 国内
- 本社
- 営業所

北上・秋田・庄内・古川・相馬・小名浜・郡山・新潟・加須・高崎
松戸・成田・大井・横浜・長野・静岡・名古屋・金沢・大阪・福岡

### 海外
- 東アジア

大連泰達アルプス物流 ・天津泰達アルプス物流
アルプス物流（上海）・上海アルプス物流国際貨運代理・泰達アルプス物流（上海）
アルプス物流（重慶）・広東アルプス物流・アルプス物流香港
韓国アルプス物流
台湾アルプス物流
- 東南アジア・インド

アルプス・ロジスティクス（タイ）
アルプス・ナイガイ・ロジスティクス（マレーシア）
アルプス・ロジスティクス（シンガポール）
アルプス・ロジスティクス・ベトナム
アルプス・ロジスティクス・フィリピン
アルプス・ロジスティクス・インド
アルプス・ロジコム・インド
アルプス・ロジスティクス・インドネシア
- 欧米

アルプス・ロジスティクス（USA）
アルプス・ロジスティクス・メキシコ
アルプス・ロジスティクス・ヨーロッパ

## 沿革
- 1964年7月 - 株式会社渡駒設立。
- 1970年3月 - アルプス運輸株式会社に社名変更。
- 1987年4月 - 現社名に変更。
- 1995年9月 - 東京証券取引所2部上場。
- 1996年 - 株式会社流通サービスに資本参加。
- 1997年 - シンガポールに現地法人を設立。
- 2004年10月 - TDK物流と合併。
- 2007年1月 - 特定労働者派遣事業開始。
- 2008年10月 - 電子デバイス販売事業を開始
- 2010年
  - 1月 - ISO9001:2000をISO9001:2008に移行し、認証取得
  - 3月 - AEO制度「特定保税承認者」「認定通関業者」に
  - 9月 - 台湾に台湾アルプス物流を設立
  - 10月 - アルプス物流ファシリティーズを子会社化
- 2011年
  - 3月 - 韓国に韓国アルプス物流を設立
  - 7月 - 中国にアルプス物流（重慶）を設立
- 2014年7月 - ドイツにアルプス･ロジスティクス･ヨーロッパを設立
- 2019年 - 株式会社ロジコムと合弁で、株式会社アルプスロジコムを設立、自動車部品を取り扱うアルプスロジコム・インドを設立[8]。
- 2021年1月21日 - 東京証券取引所第1部に指定[9]。
- 2022年6月30日 - 実質支配力基準に該当しなくなり、アルプスアルパイン株式会社が親会社でなくなる[10]。
- 2024年
  - 10月11日 - ロジスティード株式会社の子会社であるLDEC株式会社が、株式非公開化を目的とする株式公開買付け（TOB）を実施し[5]、議決権所有割合ベースで45.96%の株式を取得。アルプスアルパイン株式会社はLDEC株式会社と同一内容の議決権を行使することに同意しているため、ロジスティード株式会社などが当社の親会社となる[11]。
  - 12月17日 - 東京証券取引所プライム市場上場廃止[1]。
  - 12月19日 - 株式併合により株主がアルプスアルパイン株式会社及びLDEC株式会社のみとなる[1]。